# Solenopsis egregia
Solenopsis egregia é uma espécie de formiga do gênero Solenopsis, pertencente à subfamília Myrmicinae.